# کلاه‌قرمزی ۹۱
کلاه قرمزی ۹۱ سومین سریال نوروزی کلاه قرمزی پس از کلاه قرمزی ۸۸ و کلاه قرمزی ۹۰ است. در این مجموعه که شخصیت‌های عروسکی مهمان آقای مجری (ایرج طهماسب) هستند، داستان‌ها و قصه‌های جذابی را اجرا می‌کنند.
جیگر، همساده، دختر عمه‌زا و نی نی از جمله شخصیت‌های عروسکی اضافه شده در سال ۹۱ در کنار شخصیت‌های دیگر هستند.

## تولید
در دوازدهم اسفند ۱۳۹۰ خبر رسید که کلاه قرمزی ۹۱ بلافاصله بعد از پایان فیلم سینمایی کلاه قرمزی و بچه ننه کلید خورده‌است.
در ابتدا گفته می‌شد که به دلیل فیلم‌برداری این فیلم سینمایی کلاه قرمزی نوروز ۹۱ به تلویزیون نمی‌آید، اما این اتفاق افتاد. به گفته عوامل آن از دوازدهم اسفند تمرین‌ها شروع شد و فیلمبرداری روز ۲۲اسفند آغاز شد و تا ۱۱فروردین ۱۳۹۱ ادامه داشت.

## پخش
پخش این سریال از ۲۹ اسفند ۱۳۹۰ آغاز شد. ۱۴ قسمت آن در نوروز و ۴ قسمت دیگر آن در مناسبت‌های مختلف روی آنتن رفتند.

## عوامل
- کارگردان: ایرج طهماسب
- نویسندگان: حمید جبلی و ایرج طهماسب
- تهیه کننده: حمید مدرسی
- مدیر تولید:  سید علی قائم مقامی
- طراح صحنه: مجید میرفخرایی
- طراح لباس: ژاله آنت
- دستیار طراح لباس: دنیا راد
- طراحی و ساخت عروسک‌ها: مرضیه محبوب
- کارگردان تلویزیونی و تدوین: میثم مولایی
- دستیار کارگردان تلویزیونی: نوید ایران بهار
- مشاور هنری: حبیب رضایی
- طراح گریم: مهرداد میرکیانی
- موسیقی: محمدرضا علیقلی
- دستیار کارگردان و برنامه‌ریز: میثم کزازی

### بازیگران
- ایرج طهماسب (آقای مجری)
- بازیگران مهمان: محمد لقمانیان (برق کار)، کاظم سیاحی (استاد موسیقی)

### گروه عروسک گردانی
- دنیا فنی زاده (کلاه قرمزی)، مرضیه محبوب (پسرخاله)، امیر سلطان احمدی (پسر عمه زا)، بنفشه صمدی (ببعی)، محمد لقمانیان (فامیل دور)، شیما بخشنده (همساده، نی نی)، عیسی یوسفی پور (جیگر)

### صدای عروسک
- حمید جبلی (کلاه قرمزی، پسرخاله، گیگیلی، دلاک)، محمدرضا هدایتی (پسرعمه زا)، بهادر مالکی (فامیل دور)، محمد بحرانی (ببعی، همساده)، مرضیه محبوب (دخترعمه زا)، کاظم سیاحی (جیگر)، الکا هدایت (نی نی)

## عروسک‌ها
- کلاه قرمزی
- پسرخاله
- پسرعمه زا
- فامیل دور
- ببعی
- دختر عمه‌زا
- نی نی
- جیگر
- این
- آقوی هم ساده
- دلاک
- گیگیلی